# Marcelo Gomes
Pour les articles homonymes, voir Gomes.
Marcelo Gomes, né le 28 octobre 1963 à Recife (Pernambouc) au Brésil, est un réalisateur et scénariste brésilien.

## Filmographie

### Comme réalisateur

#### Au cinéma
- 1995 : Punk Rock Hardcore (court métrage documentaire)
- 1998 : Clandestina Felicidade (court métrage)
- 1999 : O Brasil em Curtas 06 - Curtas Pernambucanos (vidéo)
- 2005 : Cinéma, Aspirines et Vautours (pt) (Cinema, Aspirinas e Urubus)
- 2009 : Viajo porque Preciso, Volto porque Te Amo coréalisé avec Karim Aïnouz
- 2012 : Il était une fois Veronica (en) (Era Uma Vez Eu, Verônica)
- 2013 : L'Homme des foules (pt) (O Homem das Multidoes) coréalisé avec Cao Guimarães
- 2017 : Joaquim
- 2019 : En attendant le carnaval (Estou Me Guardando Para Quando O Carnaval Chegar) (documentaire)
- 2022 : Paloma

#### À la télévision
- 2000 : Os Brasileiros (TV)

### Comme scénariste
- 1995 : Punk Rock Hardcore
- 2002 : Madame Satã de Karim Aïnouz
- 2003 : Tempo de Ira de Marcelia Cartaxo et Gisella de Mello (court métrage)
- 2005 : Cinéma, Aspirines et Vautours (pt) (Cinema, Aspirinas e Urubus)
- 2007 : Deserto Feliz de Paulo Caldas
- 2009 : Viajo Porque Preciso, Volto Porque te Amo
- 2012 : Era Uma Vez Eu, Verônica
- 2013 : L'Homme des foules
- 2015 : Diego Velázquez ou le réalisme sauvage (TV)
- 2015 : Le Professeur de violon (Tudo Que Aprendemos Juntos) de Sergio Machado
- 2015 : Órfãos do Eldorado de Guilherme Coelho (collaboration)
- 2015 : Rodéo (Boi Neon) de Gabriel Mascaro (collaboration)
- 2017 : Joaquim
- 2019 : Divino amor de Gabriel Mascaro (collaboration)
- 2019 : En attendant le carnaval (Estou Me Guardando Para Quando O Carnaval Chegar) (documentaire)
- 2019 : Acqua Movie de Lírio Ferreira